# Эстигаррибия, Марсело
Марсело Эстигаррибия (исп. Marcelo Alejandro Estigarribia Balmori; 21 сентября 1987, Фернандо-де-ла-Мора) — парагвайский футболист, левый вингер «Олимпии» (Асунсьон), бывший игрок сборной Парагвая.

## Биография
Эстигаррибия начал игровую карьеру в молодёжном клубе «Унион Пасифико». В дальнейшем играл в клубе Дивисьон Интермедиа «Спорт Колумбия», после чего был замечен скаутами клуба Примеры «Серро Портеньо», где в дальнейшем Марсело отыграл три года.
В 2008 году игрок был куплен французским клубом «Ле-Ман» за сумму в 3 млн долларов.
27 декабря 2009 года аргентинский клуб «Ньюэллс Олд Бойз» на полтора года арендовал перспективного полузащитника сборной Парагвая.
После возвращения игрока во Францию 9 августа 2011 года, «Ле-Ман» достиг договорённости о выкупе трансфера Эстигаррибии с клубом второго дивизиона Уругвая «Депортиво Мальдонадо» за 2 млн евро.
26 августа 2011 года Эстигаррибия прошёл медобследование в «Ювентусе» и присоединился к туринскому клубу на правах аренды с возможностью выкупа итальянцами прав на игрока за 5 млн евро. «Депортиво Мальдонадо» получил за полузащитника 500 тыс. евро. 29 ноября он забил первый мяч за клуб, поразив ворота неаполитанцев.

## Достижения
- Чемпион Италии (1): 2011/12
- Финалист Кубка Америки: 2011